# روبن و رز ماتیوس
روبن و رز ماتیوس (انگلیسی: Reuben and Rose Mattus) کارآفرین، بازرگان و مدیر ارشد اجرایی آمریکایی بودند، که شرکت هاگن‌داز را تاسیس کردند.